# Töpen
Töpen je obec v německé spolkové zemi Bavorsko, v zemském okresu Hof. Žije zde přibližně 1 000 obyvatel.

## Geografie

### Místní části
Obec je oficiálně rozdělena na 9 částí:
- Fattigsmühle
- Hohendorf
- Isaar
- Königshof
- Mödlareuth (bavorská část)
- Moosanger
- Ober- a Untertiefendorf
- Töpen

## Historie
První písemná zmínka o obci pochází z roku 1310. V roce 1810 připadla obec, jako celá okolní oblast, Bavorsku. Současná obec vznikla v roce 1818. Po rozdělení Německa byla obec ve velké izolaci.

## Osobnosti obce
- Jean Paul, spisovatel, který působil na zdejším zámku jako vychovatel